# Herwig Beckers
Herwig Beckers (Leuven, 1951) is een Vlaams politicus voor de christendemocratische partij CD&V. Hij is een kinesitherapeut van opleiding, werkzaam in Kessel-Lo, deelgemeente van Leuven.
Beckers liep school aan het Sint-Pieterscollege te Leuven en studeerde in 1974 af als licentiaat sportwetenschappen aan de Katholieke Universiteit Leuven.
In juni 2009 werd Leuvens schepen Karin Brouwers tot Vlaams parlementslid verkozen en koos ervoor haar schepenambt neer te leggen. Beckers, destijds CD&V-fractievoorzitter in de gemeenteraad, volgde haar op als schepen met de bevoegdheden ruimtelijke ordening en jeugd op 28 september 2009 en werd tweede schepen van de stad Leuven. Brouwers besloot echter wel in de gemeenteraad te blijven als raadslid.
Met de eedaflegging van de regering-Di Rupo in december 2011, waarbij Carl Devlies niet meer terugkeerde in de federale regering, moest Beckers als laatst toegetreden schepen van de partij het schepencollege verlaten omwille van de terugkeer van tijdelijk verhinderd schepen Devlies. De bevoegdheid van ruimtelijke ordening zal door Devlies overgenomen worden. Beckers zou zijn oude functies als fractievoorzitter in de gemeenteraad en voorzitter van de sociale huisvestingsmaatschappij Dijledal opnieuw opnemen.
Na de verkiezingen van 2014 vertrok Els Van Hoof naar de kamer en kwam haar functie als schepen van sport en handel open te staan. Deze werd ingevuld door toenmalig OCMW-voorzitter Erik Vanderheiden waarop Beckers voorzitter werd van het OCMW in Leuven.

## Varia
- Beckers was ook een van de drijvende krachten achter het jaarlijkse evenement Eurofolies in Kessel-Lo.
- Hij deelt zijn naam met de gelijknamige wapenhandelaar en crimineel Herwig Beckers uit Vlezenbeek.